# Lijst van spelers van VVV-Venlo (mannen)
Dit is een lijst van voetballers die minimaal één officiële wedstrijd hebben gespeeld in het eerste elftal van de Nederlandse betaaldvoetbalclub VVV-Venlo, VVV of FC VVV. Tevens zijn spelers van Sportclub Venlo '54 meegenomen in onderstaande lijst.
Voormalige VVV-spelers vóór de start van het betaalde voetbal in 1954 zijn onder meer:
- Beb Bakhuijs
- Bart Carlier
- Pierre van Rhee
- Heini Schreurs
- Frans van der Veen

## A
- Sveinung Aarnseth
- Dick Advocaat
- Jos van Aerts
- Achmed Ahahaoui
- Nassim Ait Mouhou
- Ogechukwu Wilson Ajah
- Gerrit Akkermans
- Mohammed Allach
- Soulyman Allouch
- Jeffrey Altheer
- Samir Amari
- Etienne Amenyido
- Ahmed Ammi
- Nordin Amrabat
- Wolfgang Anderheggen
- Terry Antonis
- Theo Appeldoorn
- Menno van Appelen
- Henny Ardesch
- Jafar Arias
- Arno Arts
- Jan Artz
- Harry Ascroft
- Adil Auassar

## B
- Rein Baart
- Tijjani Babangida
- Winston Bakboord
- Pim Balkestein
- Aaron Bastiaans
- Jos Bax
- Eddy Beckers
- Willy van de Beek
- Kevin Begois
- Jacob van den Belt
- Martijn Berden
- Geert ten Berge (SC Venlo '54)
- Edwin van Berge Henegouwen
- Tom van Bergen
- Peter van den Bergh
- Rini van den Bergh
- Frank Berghuis
- Steven Berghuis
- Roland Bergkamp
- Koen Berkers
- Klaus Berkigt
- Lugman Bezzat
- Hans Billekens
- Stanley Bish
- Gabin Blancquart
- Sjef Blatter
- Lars de Blok
- Siebe Blondelle
- Gert Blum
- Pol van Boekel
- Pascal Boer
- Jan de Boer
- Kees de Boer
- Jeroen Boere
- Ruud Boffin
- Robert Böhm
- Cees van den Boogaart
- Huub Boots
- Axel Borgmann
- Willy Bothmer
- Jason Bourdouxhe
- Mat Bours
- Ruud Bovee
- Ruud Boymans
- Dennis te Braak
- Geert Braem
- Tim Braem
- Lex van Brakel
- Sven Braken
- Andreas Brandts
- Frank Broers
- Bèr Brueren
- Pierre Brueren
- Damian van Bruggen
- Frans de Bruin
- Henri Brunenberg
- Thomas Bruns
- Roel Buikema
- Chris Burhenne
- Don Burhenne
- Louis Burhenne
- Nico Burhenne
- Robin Buwalda

## C
- Sandro Calabro
- Gijs Cales
- Romeo Castelen
- Ivo Cattenstart
- Lee Cattermole
- Jorge Chula
- Travis Cooper
- Hans Coort
- Peter Corbijn
- Jac Cordang
- Jacky Cordang
- Leo Cordang
- Ante Ćorić
- Dogan Corneille
- Robert Cox
- Jens Craenmehr
- Harry Crompvoets
- Delano van Crooij
- Vito van Crooij
- Robert Cullen
- Gert Custers

## D
- Soufiane Dadda
- Ivo Dahlmans
- Oussama Darfalou
- Brahim Darri
- Michael Davis
- Jordy Deckers
- Ger Deenen
- Tristan Dekker
- Ed Derix
- Frans Derix
- Harold Derix
- Dirk Jan Derksen
- Kevin van Dessel
- Stan van Dijck
- Marinus van Dinter
- Sem Dirks
- Ludo Doensen
- Pepijn Doesburg
- Anastasios Donis
- Christos Donis
- Dylan Donkers
- Trevor Doornbusch
- Konstantinos Doumtsios
- Raymond van Driel
- Dries Driessen
- Jay Driessen
- Pierre Driessen (SC Venlo '54)
- Piet Driessen
- Rudie Driessen
- Henrico Drost
- Harrie Duda

## E
- Marc Eberle
- Graham Edwards
- René Eijer
- Joshua Eijgenraam
- Gunnar Einarsson
- Youssef El Akchaoui
- Yousri El Anbri
- Rayan El Azrak
- Samir El Gaaouiri
- Wiel van Elderen
- Medy Elito
- Maarten van Elst
- Tiny van Elst
- Ton van Elst
- Alex Emenike
- Jan Erdkamp
- Willy Erkens
- Wassim Essanoussi
- Michael Evans
- Remco Evers
- Jacques Ewalts

## F
- Karel Faasen
- Pierre Faessen (SC Venlo '54)
- Maiky Fecunda
- Niels Fleuren
- Maarten de Fockert
- Navarone Foor
- Guy François
- Peter Franken
- Friedhelm Frontzeck

## G
- Hay Gaal
- Martijn van Galen
- Luwamo Garcia
- Gonzalo García García
- Christophe Geebelen
- Roy Gelmi
- Dennis Gentenaar
- Herman Geraats
- Niels Gerestein
- Maico Gerritsen
- Jaap Geurtjens
- Giorgos Giakoumakis
- Aron Gielen
- Roy Gielen
- Dyon Gijzen
- Jan Gitmans
- Hans Göbbels
- Colin van Gool
- Glenn Goulding
- Ennio van der Gouw
- Kristopher Da Graca
- Maurice Graef
- Roy Grootaert
- Jay-Roy Grot
- Michel van Grunsven
- Piet Gubbels
- Ton Gubbels
- Leon Guwara
- Emmanuel Gyamfi

## H
- Kristiaan Haagen
- Michel Haan
- Ricky van Haaren
- Ertan Hajdaraj
- Harry van den Ham
- Gène Hanssen
- Stephan 't Hart
- Carlos Hasselbaink
- Willie Heesakkers
- Roy Heesen
- Willy Heger
- Mohamed Hegi
- Erwin Heijink
- Harrie Heijnen
- Niclas Heimann
- Philip Heise
- Jan van 't Hek
- Marcel van 't Hek
- Stan Henderikx
- Joop Hendricks
- Hay Hendrickx
- Bas Hendriks
- Jos Hermkes
- Jacques Hermans
- Jan van den Heuvel
- Lorenz Hilkes
- Danny Hoekman
- Nick Hoekstra
- Maurice Hofman
- Bernard Hofstede
- Piet Hogenhout
- Twan Hol
- Danny Holla
- Hay Holthuijsen
- Keisuke Honda
- Antoon Honings
- Dick Hoogendorp
- Sef Horsels
- Jacques Hovens (SC Venlo '54)
- Dylan Hughes
- Loek Huibers
- Daan Huisman
- Torino Hunte
- Guus Hupperts
- Ton van den Hurk

## I
- Cedric Ihalauw

## J
- Bas Jacobs
- Jens Jacobs
- Ves Jacobs
- Wim Jacobs
- Saeed Janfada
- Paul Jans
- Jens Janse
- Pierre Janse
- Kees Jansen
- Bob Janssen
- Dieter Janssen
- Henk Janssen
- Huib Janssen
- John Janssen
- Paul Janssen
- Robert Janssen
- Robin Janssen
- Roel Janssen
- Simon Janssen
- Sven Janssen
- Victor Janssen
- Willem Janssen
- Wim Janssen
- Jens Jenniskens
- Rob Jilisen
- Carl Johansson
- Joshua John
- Gerrie de Jonge
- Luc Joordens
- Dave Joosten
- Patrick Joosten
- Tijn Joosten
- Guus Joppen
- Mikan Jovanović
- Peter Jungschläger

## K
- Magnus Kaastrup
- Rob van der Kaay
- Ekrem Kahya
- Leon Kantelberg
- Huub Keijbets
- Benito Kemble
- Peter Kepser
- Sef Kersten
- Resley Kessels
- Rick Ketting
- Kevin Keunen
- Aziz Khalouta
- Thorsten Kirschbaum
- Robert Klaasen
- Jan Klaassens
- Harry Kleijntjes (SC Venlo '54)
- Joop de Klerk
- Jos Klingen
- Joep Kluskens
- Alfred Knippenberg
- Maurice Koenen
- Leon de Kogel
- Brian Koglin
- Marnix Kolder
- Frank Kooiman
- Piet Kooiman
- Ruud Kool
- Coy Koopal
- Guido Kopp
- Frans Koppers
- Petteri Korkala
- Evren Korkmaz
- Kyan Korsten
- Marc Korsten
- Ton Korsten
- Michalis Kosidis
- Frank van Kouwen
- Piet Kowcz
- Gerrit Kramer
- Eddy Krieger
- Eric de Krijger
- Kristófer Kristinsson
- Layee Kromah
- Quin Kruijsen
- Christian Kum
- Stefan Kurcinac

## L
- Marco de Laat
- Leroy Labylle
- Evert Lafaire
- Hay Lamberts
- John Lammers
- Michel Langerak
- Louis Laros
- Robin Lathouwers
- Rik Laurs
- Boban Lazić
- Clint Leemans
- Ken Leemans
- Pieter van Leenders
- Niki Leferink
- Nico Leijsten
- Jeffrey Leiwakabessy
- Yannick Leliendal
- Sander Lenders
- Hugo Lenkens
- Jack Lenssen
- Hans Leushuis
- Jo Levels
- Raymond Libregts
- Roël Liefden
- Josimar Lima
- Edward Linskens
- Bryan Linssen
- Edwin Linssen
- Werner Linssen
- Evert Linthorst
- John van Loenhout
- Robert Loontjens
- Heinz Lowin
- Jos Luhukay
- Luizinho

## M
- Zinédine Machach
- Niki Mäenpää
- Barry Maguire
- Erik Makaay
- Vitālijs Maksimenko
- Mike Mampuya
- Marilia
- Jan Martens
- Matheus
- Naïm Matoug
- Ben Mbemba
- Nico van der Meer
- Marcel Meeuwis
- Andrea Mei
- Jan van der Meij
- Youssef Mephtah
- Cor de Meulemeester
- Hans Mewiss
- Toine van Mierlo
- Theo Migchelsen
- Mart Minten
- Cendrino Misidjan
- Peniel Mlapa
- Sylian Mokono
- Ad Mol
- Rogier Molhoek
- Rob Monnee
- Wim Moorman
- Jeroen van Moorsel
- Heinz Mostert
- Hans Mulder
- Joep Munsters
- Niek Munsters
- Ahmed Musa
- Husref Musemić
- Tom Muyters

## N
- Wim Nabben
- Gijs Nass
- Lennart Nederkoorn
- Richard Neudecker
- Ian Hussein Ngobi
- Boy Nijholt
- Gianluca Nijholt
- Hay Nijholt
- Frans Nijssen
- Izac Nunumete
- Kelechi Nwakali
- Uche Nwofor

## O
- Mohammed Odriss
- Micky Oestreich
- Rachid Ofrany
- Funso Ojo
- Chima Onyeike
- Peter van Ooijen
- Jason Oost
- André Oostrom
- Johnatan Opoku
- Eric Orie
- André Orval
- Dirk van Osch
- Yuki Otsu
- Arie de Oude

## P
- Patrick Paauwe
- Tobias Pachonik
- Piet Pala
- Jean-Pierre Pas
- Mitchel Paulissen
- Mink Peeters
- Theo Peeters
- Willem Peeters
- Hans Pelzer
- Jo Pepels
- Josué Pesqueira
- Marcel Peters
- Milco Pieren
- Mario Piqué
- Melvin Platje
- Rik Platvoet
- Boy Politiek
- Roger Polman
- René Ponk
- Paul Pöpperl
- Krist Porte
- Danny Post
- Jerold Promes
- Djimmie van Putten

## R
- Jan van Raalte
- Leo Raats
- Aleksandar Radosavljevič
- Prince Rajcomar
- Niermel Ramkhelawan
- Kaj Ramsteijn
- Henk Rayer
- Maurice Rayer
- Tim Receveur
- Peter Reekers
- Ferry de Regt
- Remy Reijnierse
- Jules Reimerink
- Thomas Reinders
- Gé de Renett
- Leandro Resida
- Juul Respen
- Stan Respen
- Peter Ressel
- Kurt Rettkowski
- Bert Riether
- Emil Riis Jakobsen
- Rob Rijnink
- Norbert Ringels
- Milan Robberechts
- Yahcuroo Roemer
- Edgar van der Roer
- Janus van Rooij
- Mitchell van Rooijen
- John Roox
- Nils Röseler
- Ger van Rosmalen
- Wiel Rouleaux
- Humphrey Rudge
- Jos Rutten
- Moreno Rutten

## S
- Driess Saddiki
- Hamza Samari
- Martin Samuelsen
- Gerrie Schaap
- Steffen Schäfer
- Ruben Schaken
- Jan Schatorjé
- Samuel Scheimann
- Gerrit Schencke
- Dick Schenkel
- Lukas Schmitz
- Remco Schol
- Youri Schoonderwaldt
- Harrie Schreurs
- Piet Schroemges
- Joeri Schroijen
- Huub Schuurs
- Richard Sedláček
- Jan Seelen
- Leon Segers
- Boy Seijkens
- Marcel Seip
- Ralf Seuntjens
- Selman Sevinç
- Serano Seymor
- Meritan Shabani
- Gerald Sibon
- Elias Sierra
- Jeu Sijbers
- Shaquille Simmons
- Jos Simons
- Jerome Sinclair
- Bennie Slaats
- Gerrie Slagboom
- Joey Sleegers
- Hans Sleven
- Levi Smans
- Wiel Smets
- Jenne Smit
- Jos Smits
- Werner Smits
- Hans Smulders
- Leo Snijders
- Oswald Snip
- Dick Snoek (SC Venlo '54)
- Eddy Sobczak
- Rob van Soest
- Evangelos Soferis
- Karim Soltani
- Fatih Sonkaya
- Erik Sorga
- Elia Soriano
- Sam Sow
- Bert Spee
- Henk Speijcken
- Karl-Heinz Spikofski
- Harrie Steegh
- Leo Steegs
- Sem Steijn
- Rick van der Stelt
- Earnest Stewart
- Erik Stock
- Harald Stoter
- Frank van Straalen
- Jos Strijkers
- Pleun Strik
- Tino-Sven Sušić
- Arjan Swinkels
- Frans Swinkels

## T
- Alex Tabakis
- John Taihuttu
- Jasar Takak
- Gerard van Tankeren
- Rintaro Tashima
- Zidane Taylan
- Eric Teeuwen
- Herman Teeuwen
- Jan Teeuwen
- Mat Teeuwen
- Wiel Teeuwen
- Jean Thans
- Jonas Theuerzeit
- Jozef Theuws
- Peter Thonen
- Lennart Thy
- Mat van Tienen
- Gerrit van Tilburg
- Marty van de Tillaar
- Dylan Timber
- Michael Timisela
- Tom Timmermans
- Tarik Tissoudali
- Levi Titulaer
- Remco Torken
- Balázs Tóth
- Jorn Triep
- René Trost
- Tom Tullemans
- Oğuzhan Türk

## U
- Michael Uchebo
- Robin Udegbe
- Lars Unnerstall

## V
- Stan Valckx
- Geert Valentijn
- Marcos Vampeta
- Erwin Vanderbroeck
- Cor Varkevisser
- Nick Venema
- Stefan Venetiaan
- Frank Verbeek
- Rick Verbeek
- Juno Verberne
- Jan Verbong
- Huub Vercoulen
- Sjors Verdellen
- Bert Verhagen
- Ruud Verhappen
- Henk Verheezen
- Luuk Verheij
- Jac Verheijden
- Thijme Verheijen
- Wim Verhoeven
- Mario Verlijsdonk
- John Versleeuwen
- Leo Vervoort
- Diogo Viana
- Jochen Vieten
- Hans Vincent
- Wilko de Vogt
- Joost Volmer
- Ramon Voorn
- Gerrit Vooys
- Ismo Vorstermans
- Pierre Vossen
- Bob Vousden
- Dario Vujičević

## W
- Max de Waal
- Ardon de Waard
- Cameron Watson
- Jac Weeres
- Jack Weerts
- Lasse Wehmeyer
- Albert van der Weide
- Wim Weijs
- Sam Westley
- Geert Wijers
- Wim Wijnands
- Bas Wijnen
- Jo van den Wildenberg (SC Venlo '54)
- Yanic Wildschut
- Faas Wilkes
- Robert Willemse
- Ian Wimmer
- Harrie Winkelmolen
- Koen Wins
- Danny Wintjens
- Mendel Witzenhausen
- John de Wolf
- Erwin Wolter
- Harry Wolter
- John Wolter
- Randy Wolters
- Haji Wright

## Y
- Özcan Yaşar
- John Yeboah
- Maya Yoshida

## Z
- Dean Zandbergen
- Klaus Zedler
- Rob Zegers
- Gedion Zelalem
- Bjorn van Zijl
- Lukáš Zima
- Ludwig Zorgvliet
- Diego van Zutphen
- Dennis van der Zwan
- Karel Zwiggelaar